# Misteris del Corpus Christi de València
Els misteris són una mena de curtes obres de teatre de marcat caràcter religiós. Tenen l'origen en antigues representacions que es feien a l'interior dels temples. En una determinada època es representaven molts, perquè eren molts els que s'escrivien.
Aquest tipus de representacions van tenir un gran auge a la Corona d'Aragó durant el segle XV, igual que el van estar al sud de França, Anglaterra i Itàlia.
En el cas dels misteris del Corpus Christi de València, ja es coneixia l'existència al segle XIV d'algun tipus de representacions a la festa del Corpus, encara que la seua efervescència es va produir al XV. Aquests misteris participen tant a la Cavalcada del Convit com a la Processó del Corpus de València.

## Història
En època medieval, va sorgir un tipus de drama sacre que es representava a l'interior dels temples dins de la litúrgia medieval, la qual comptava amb les seves "cerimònies, simbolisme i sentit escènic" propis. Aquestes representacions que van constituir drames sacres, van anar sortint dels temples i es van començar a representar als carrers, cosa que va suposar altres novetats com la intervenció de laics en ells i utilitzar llengües romàniques en comptes del llatí litúrgic. Aquestes noves representacions van ser, en alguns casos, les impulsores de l'aparició dels «passos» processionals que van ser alhora partícips en l'aparició dels «autos sacramentals».
Tot i que a partir de primer anys del segle XVII es van interpretar també actuacions sacramentals en els actes del Corpus Christi de València, aquests mai no van ser ben acollits pel públic valencià, que tenia molta afició i predilecció pels seus Misteris, més curts, i més senzills d'entendre en estar a més representats en la pròpia llengua que es parlava a València en aquell moment.
A València, existien espectacles dramàtics a la festa del Corpus des del segle XIV, malgrat ser al següent segle quan es va produir la seva màxima expansió. A les petites representacions inicials s'uneixen ara músics i cor, així com personatges que representaven altres en efigie (personatges efigiats), que realment no participaven més que com a decoració, semblant estàtues que es disposaven sobre carros amb decoracions al·lusives, i per això se'ls va acabar anomenant «entramés», vocable amb què es feia referència tant a la carcassa com a la decoració que sostenia i que sovint presentant paisatges accidentats o rocosos, que van acabar anomenant-se «roques», és així com els termes van arribar a confondre's alhora que les maquetes amb escenografia es van anar substituint per personatges vius que interpretaven uns papers o representaven una simbologia.
D'aquesta manera hi havia Misteris que es realitzaven damunt de les roques (es pot documentar que el 1535 es van proveir de fons per sufragar els costos de vuit Roques i els respectius misteris que s'hi representaven) i altres que es feien a peu de sòl.
El terme Misteris, que és l'empleat a València, per anomenar aquestes representacions va ser donat més tard a les actuacions sacramentals també, malgrat les grans diferències entre aquests tipus de representacions. Els típics "misteris" no tenen necessàriament un tema eucarístic, encara que es pugui veure o intuir-se, en alguns, el mateix.
Des del seu origen els Misteris es van redactar en la llengua que es parlava i escrivia als segles XV i XVI a València, cosa que permet documentar la parla d'aquella època, encara que els textos han estat modificats al llarg del temps en les diferents còpies que es anaven fent-ne, sobretot al segle xviii per copistes, els quals van actualitzar el vocabulari a la manera de parlar d'època.
Es desconeix les autories dels misteris, que a més eren considerades de poca importància (obres menors), no sent costum en aquesta època indicar a l'autor d'obres d'aquest tipus.
Els Misteris estaven basats en la bíblia, evangelis apòcrifs, tradicions, llegendes, i fins i tot en vides de sants. Són produccions típiques d'una època no exclusives de València, tot i que a cada zona s'adapten a la realitat i contextos propis, presenten connotacions socials i culturals de la València d'aquell moment.
Hi ha molta documentació de la seva participació en actes festius de la ciutat, entre ells destaca les referències que s'hi fan als Manuals de Consells de la Ciutat. També hi ha documentació, la més antiga existent de moment, a l'Arxiu Històric Municipal de València, en concret es disposa d'una còpia datada de 1672 d'un document ja perdut que era utilitzat pels actors (que en aquell moment solien ser nens del Col·legi Imperial de Nens Orfes de Sant Vicent Ferrer) per a les representacions. En aquest document (que consisteix en 43 fulls, enquadernats en pergamí), apareixen fins a 1804 unes anotacions al marge (probablement fetes per copistes, directors o actors), així com 40 relacions d'escenografia que s'havien de fer servir per a la representació dels Misteris. Això porta a pensar als estudiosos que a partir d'aquesta data van començar a emprar-se còpies impreses, comptant a més amb un Misteri imprès el 1759.
De l'abundant documentació existent sobre la celebració del Corpus a la ciutat de València, es desprèn que tant els misteris com les roques corrien a càrrec de les Ordres Religioses.
Misteris del Corpus de València n'hi va haver molts i està documentat, per exemple, que el 1517 es van representar onze Misteris en la processó; tots els costos d'aquests actes quedaven reflectits a la comptabilitat municipal; els misteris representats van ser "San Cheroni, San Jordi, San Vicent, San Sebastia, Lo deuallament de la creu, Lo juhí, Lo tedeum, La cena y Los sants pares" però només tres han arribat als nostres dies:
Misteri de Sant Cristòfol i els pelegrins(1449),
Misteri d'Adam i Eva (1517), sent un compositor amb cognom Zurita el compositor de la seva música, i
Misteri del Rei Herodes (1587).
En acabar el segle xix, els misteris van deixar de representar-se, encara que de manera excepcional es van poder veure el 1904. El ressorgiment d'aquestes actuacions es va produir a partir del 1940, i es van produir a partir d'aquest moment aparicions esporàdiques, fins que s'inicia el procés de recuperació de la festa l'any el 1977. Un cop iniciat el segle XX els misteris es van representar sempre a peu de carrer.
Avui dia, els personatges dels tres misteris desfilen tant a la Cavalcada del Convit, on té un especial protagonisme la comparsa coneguda com la Degolla (que representa els soldats que va enviar Herodes a matar els innocents), pertanyent al Misteri del Rei Herodes (un dels misteris que compta amb més protagonistes); com a la Processó del Corpus de València.